# Тугушево
Тугушево — деревня в Старожиловском районе Рязанской области. Входит в Столпянское сельское поселение

## География
Находится в западной части Рязанской области на расстоянии приблизительно 16 км на восток-северо-восток по прямой от районного центра поселка Старожилово.

## История
Деревня была отмечена еще на карте 1840 года, на карте 1850 года показана как поселение из 20 дворов. В 1897 году здесь было учтено 39 дворов.

## Население
Численность населения: 339 человек (1897 год), 6 человек в 2002 году (русские 100 %), 2 в 2010.